# Szigethalmi Családi Vadaspark és Vadmentő Központ
A Szigethalmi Családi Vadaspark és Vadmentő Központ a Csepel-szigeten található vadaspark.

## Vadaspark
A vadaspark eredetileg egy bekerített erdős terület volt, ahol vadállatokat tartottak vadászati célokra, elsősorban nemesi vadászok számára. Ebben az értelemben a kifejezés számos földrajzi névben fennmaradt. A 20. század óta a szó elsősorban olyan állatkerteket és hasonló létesítményeket jelöl, amelyek túlnyomórészt őshonos vadállatokat tartanak nagy kiterjedésű, természetközeli kifutókban. 

## Története
A vadasparkot 2009-ben alapították családi vállalkozásként, és máig önfenntartó.

## Vadmentő központ
A vadmentő központ 2020. júniusában nyílt, az országban elsőként. Célja Magyarország erdeiben élő, mentett vadállatok befogadása. Az állatok általában városból, vagy illegálisan, otthon tartott körülményekből mentettek. A bekerülést követően két hétig karanténban elkülönítik megfigyelésre, ezt követően engedik be a 18 hektáros területre. A látogatók egy körülbelül két kilométer hosszú, magasított járdáról tekinthetik meg őket.

## Növények és állatok a vadasparkban
Vadasparkban megtalálhatóak növényevő, ragadozó, mindenevő emlősök és madarak is. A háztáji állatok közt megtalálható a szürke marha, tehén, magyar parlagi szamár, lovak, kecskék, birkák, baromfik és nyulak. Őshonos és invazív fajokat képviseli az aranysakál, a róka, a borz, a mosómedve, adámszarvas, a gímszarvas, az európai őz, a vaddisznó és a sün.
De megtalálhatóak Európán kívüli fajok is: Bennett-kenguru, nagy mara, degu, ormányos medve, tarajos sül, antilop, alpaka, tengerimalac.
Rengeteg féle madarat is mentettek és fogadtak be: hullámos papagáj, ara papagáj, nemes papagájok, réti sas, szarka, varjú, egerészölyv. szalagos álölyv, vándorsólyom, vércse, fehér gólya, kuvik, fülesbagoly, macskabagoly, nandu, emu.